# Rue de Babylone
Koordinaten: 48° 51′ N, 2° 19′ O
Die Rue de Babylone ist eine Straße auf der Rive Gauche, dem linken Ufer der Seine im 7. Arrondissement  von Paris.

## Lage
Die Straße befindet sich im Quartier Saint-Thomas-d’Aquin des 7. Arrondissements. Sie mündet östlich in den Boulevard des Invalides und westlich in den Boulevard Raspail.
Die Straße ist erreichbar mit der Metro   über die Station Sèvres – Babylone und der Metro  über die Station Saint-François-Xavier.

## Namensursprung
Jean Duval (1597–1669), bekannt unter dem Namen «Bernard de Sainte-Thérèse» , lateinischer Bischof von Babylon, besaß hier mehrere Häuser.

## Geschichte
Sie wurde zuerst «Rue de la Fresnaye» genannt, dann «Rue de Grenelle» oder «Rue de la Maladerie» bis 1669. Im Jahr 1714 gab es hier nur zwei Häuser, der Rest war ein Weg zur Stadt, dann Grenze und die Plaine de Grenelle (Grenelle-Ebene). Am 18. Februar 1720 wurde vorgeschrieben, dass sie bis zur Stadtmauer auszubauen sei. 55 Jahre später waren die Konstruktionen von den Straßen Rue du Bac einerseits und Rue Vaneau andererseits eingegrenzt. Ludwig XVIII. erwarb ein Gebiet, auf dem gegen 1780 die Kaserne Babylone errichtet wurde, wo dann 1780 das Régiment des Gardes françaises einzog. Die Rue de Babylone gehörte 1810 zu den Straßen, deren Nummern rot waren.

## Nennenswerte Gebäude
- Nr. 5: Le Bon Marché, ein 1838 gegründetes Pariser Großwarenhaus; es liegt in dem aus den Straßen Rue de Babylone, Rue du Bac, Rue de Sèvres und Rue Velpeau gebildeten Viereck.
- Nr. 29: Jardin Catherine Labouré

Die folgenden Gebäude sind besonders geschützt oder sogar als Monument historique registriert:
- Nr. 32: Hôtel de Cassini; erbaut im Jahr 1768,[2] wurde es 1919 durch Cecil Blumenthal (genannt Blunt) aus Anlass seiner Heirat mit Anna Laetizia Pecci in Hôtel Pecci-Blunt umbenannt. Es beherbergte unter anderem den berühmten Bal Blanc (1930), eine Veranstaltung, von der Man Ray Fotos hinterlassen hat; er projizierte dort einen kolorierten Méliès-Film, wobei die weiß gekleideten Tänzerinnen als Leinwand verwendet wurden,[3] während Jean Cocteau Tableaux vivants komponierte, die die Gäste als Statuen zeigen.[4] – Gegenwärtig befindet sich das Hôtel de Cassini im Besitz des französischen Staates und wird für verschiedene Dienste des Premierministers genutzt; so fanden dort im Jahr 2024 z. B. die Treffen der „Délégation interministérielle aux jeux Olympiques et Paralympiques“ (Interministerielle Delegation zu den Olympischen und Paralympischen Spielen) statt.[5]
- Nr. 36: Park und Hôtel Matignon
- Nr. 49: An dieser Stelle stand die ehemalige Caserne Babylone der Gardes françaises; sie wurde bei der Julirevolution von 1830 teilweise zerstört und 1934 rekonstruiert.
- Nr. 55: Der Modeschöpfer Yves Saint Laurent lebte von 1970 bis 2008 hier.[6]
- Nr. 57: Étoile Pagode, ein im orientalischen Stil gehaltenes Kino

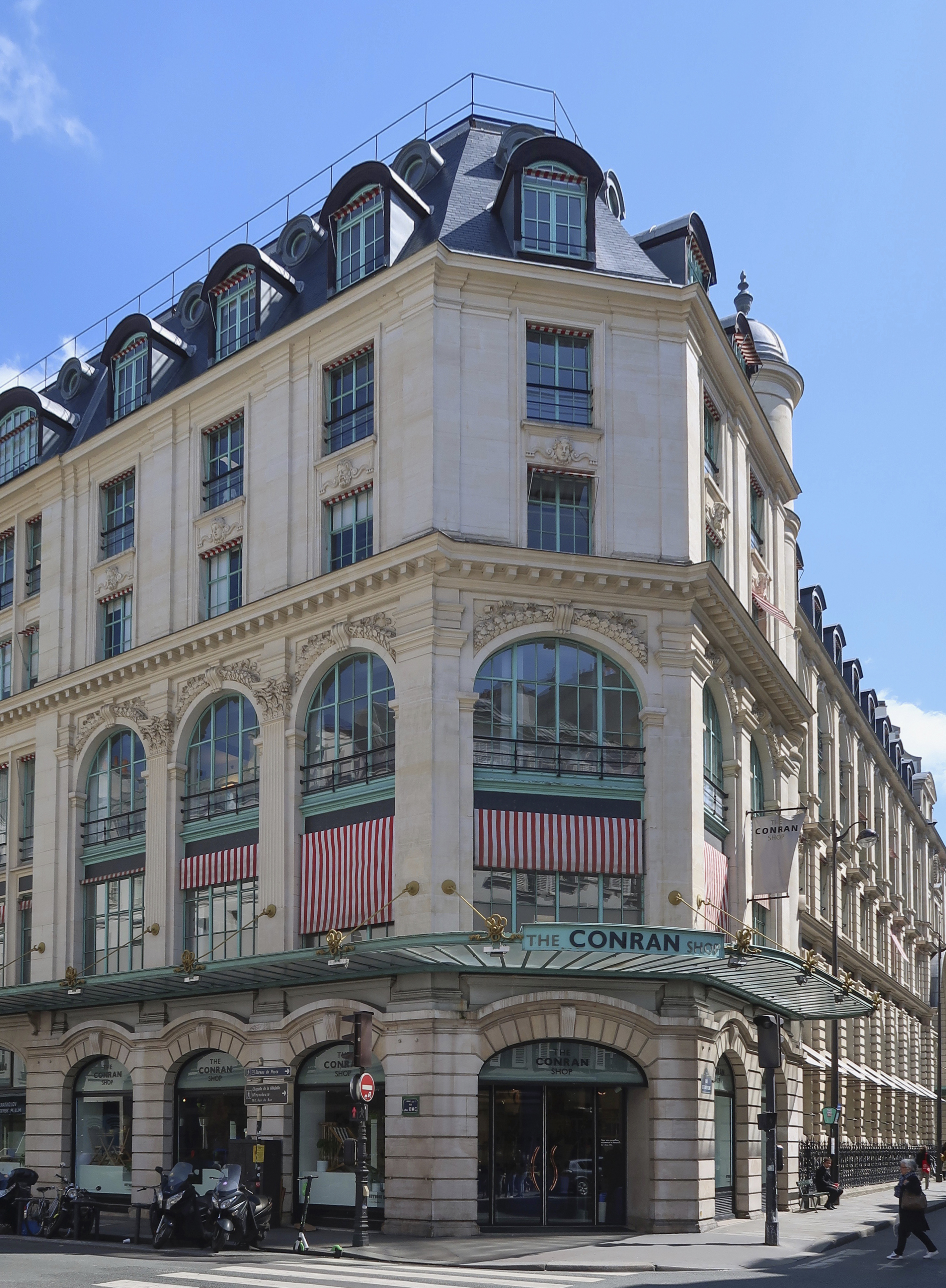
Rue de Babylone in der Nähe von Bon Marché.
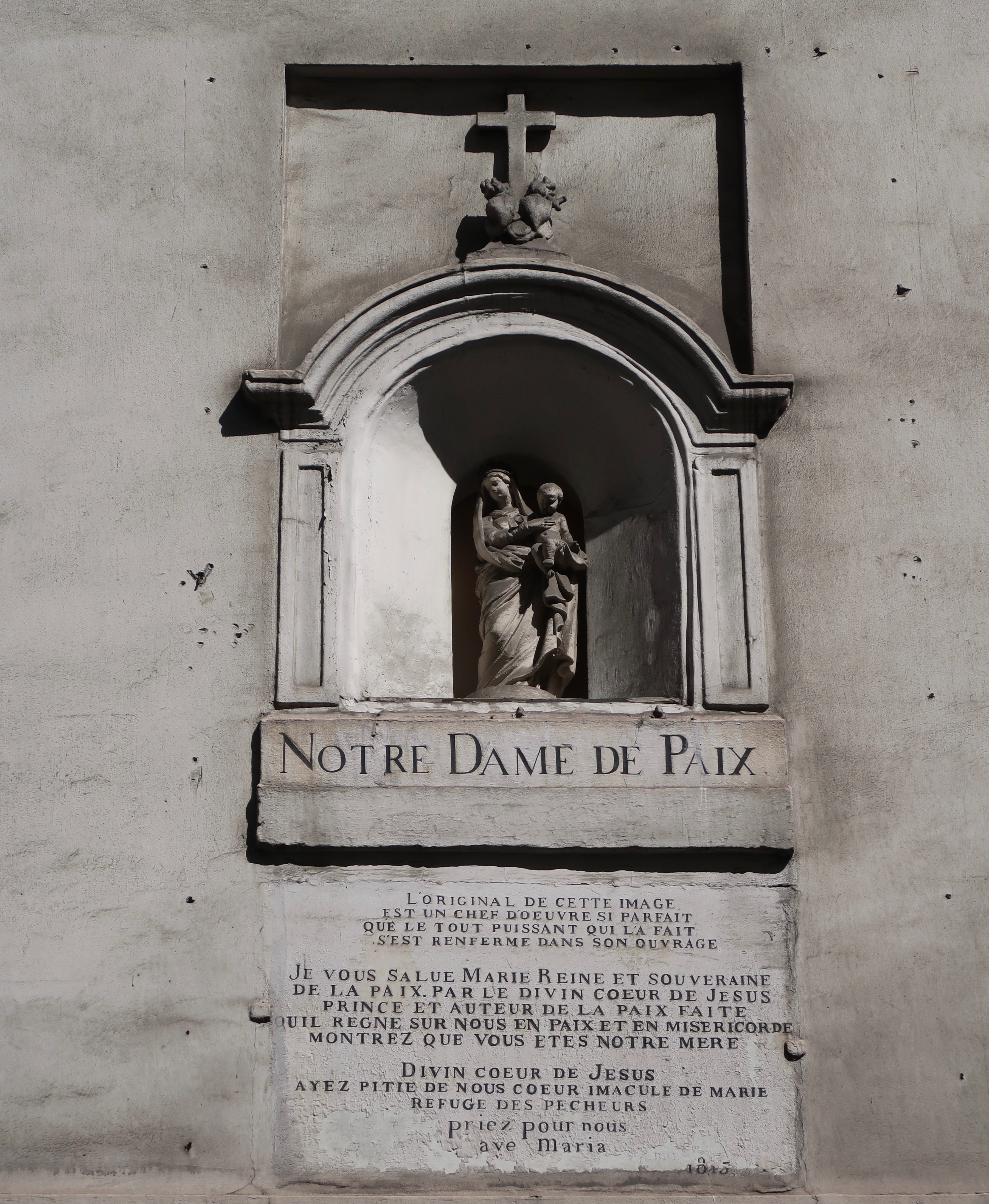
Statue der Vierge à l’Enfant, Nr. 22
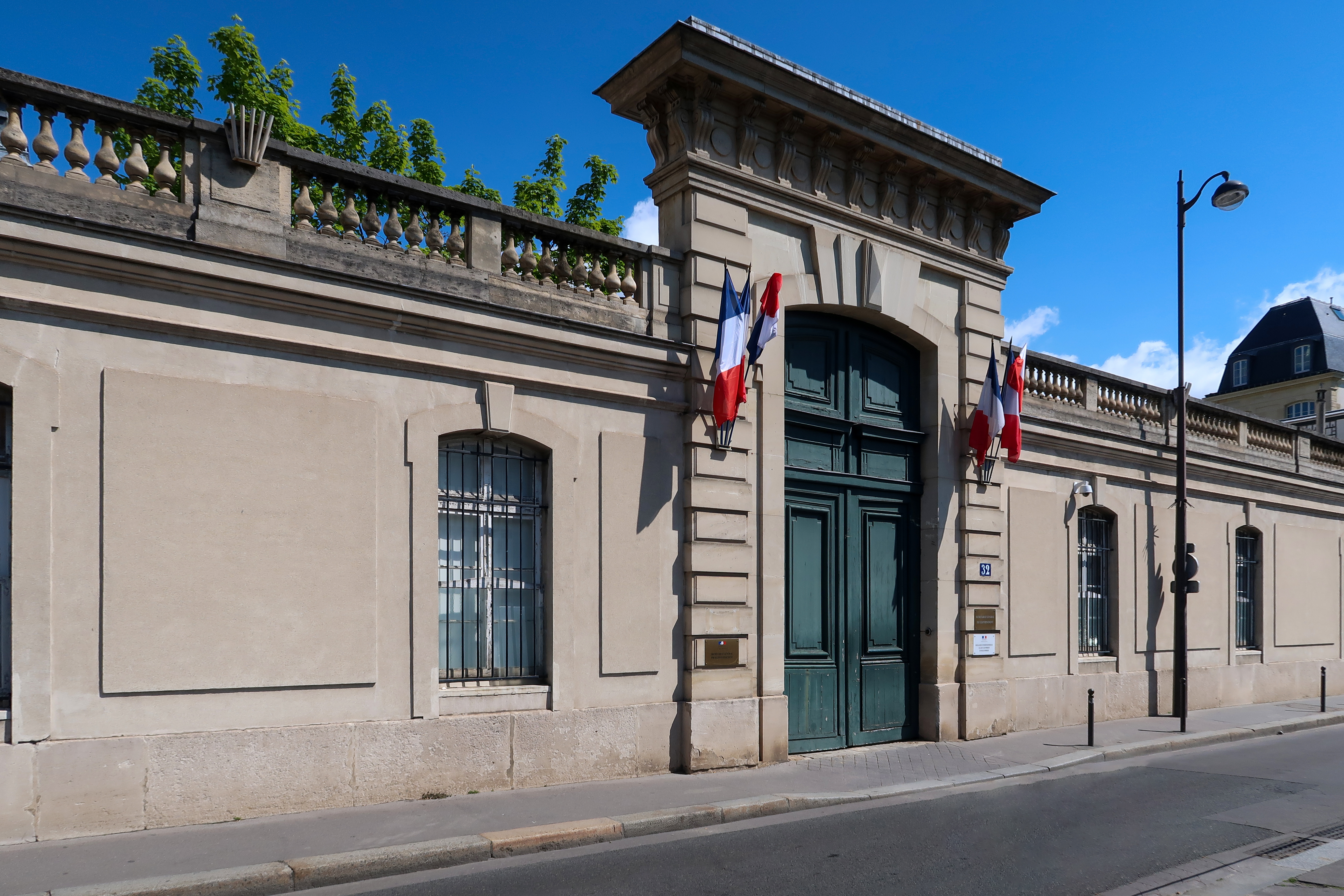
Eingang zum Hôtel de Cassini bei der Nr. 32
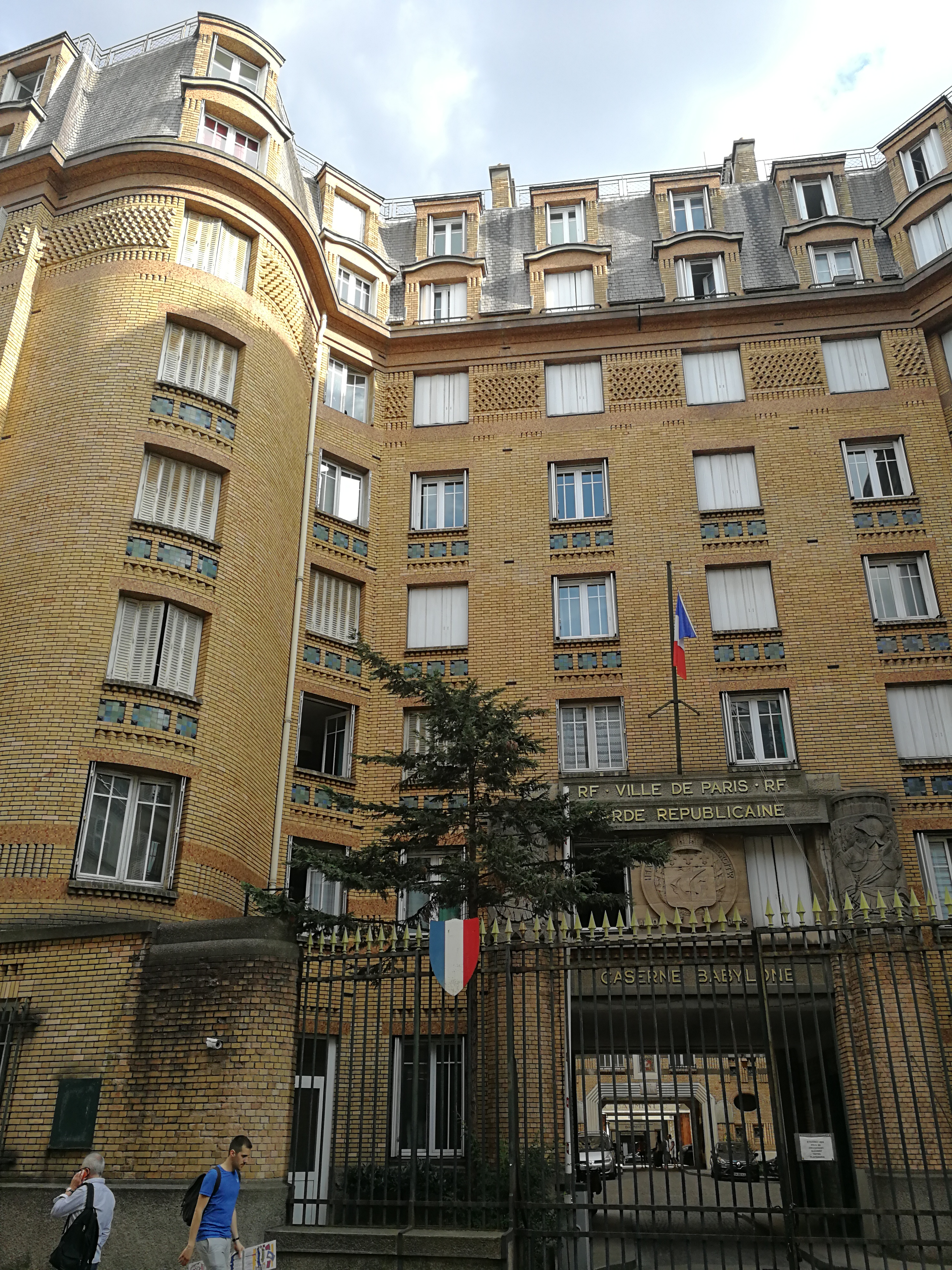
Kaserne der  Garde républicaine bei der Nr. 49
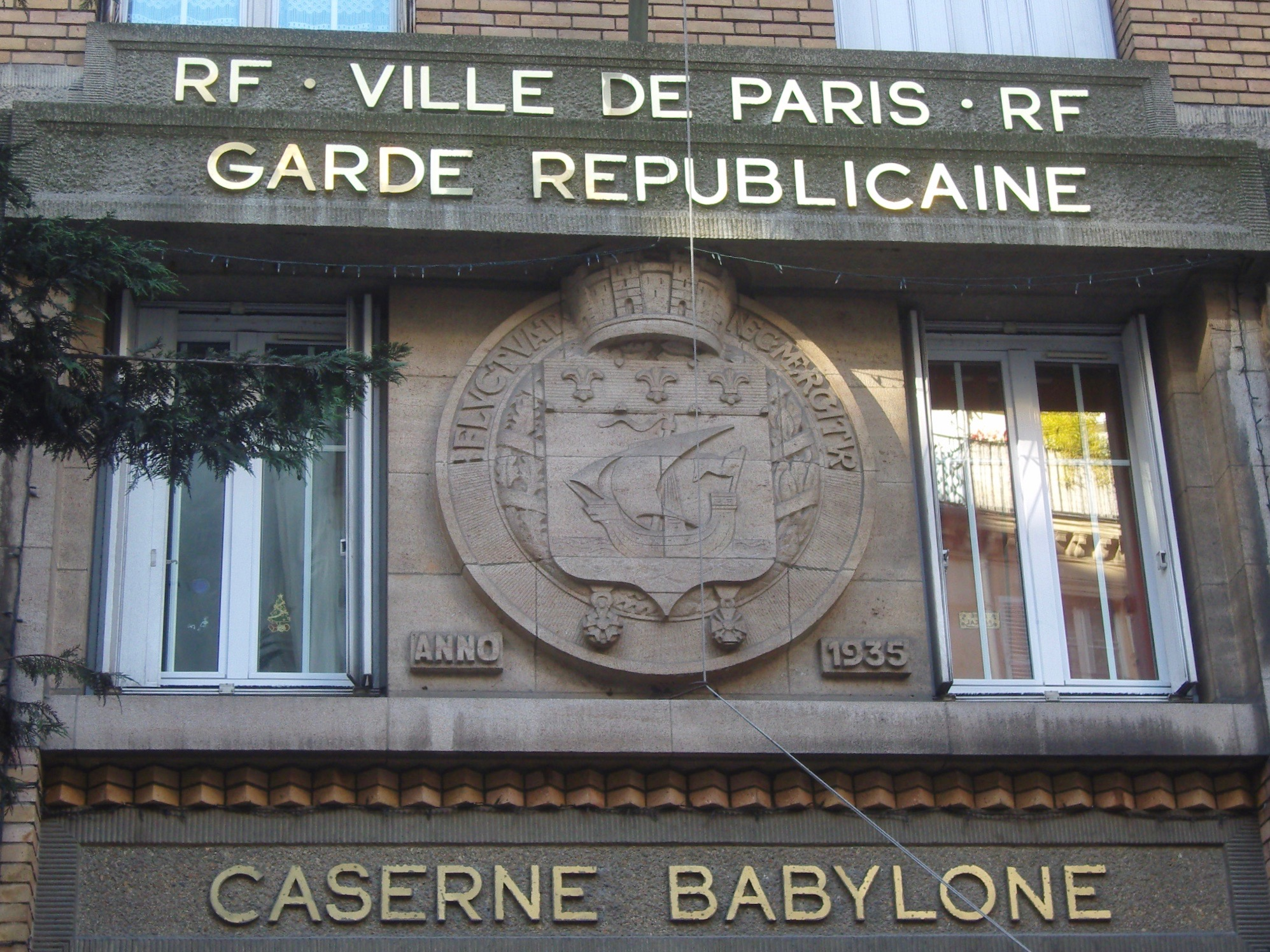
Detail der Fassade der Kaserne
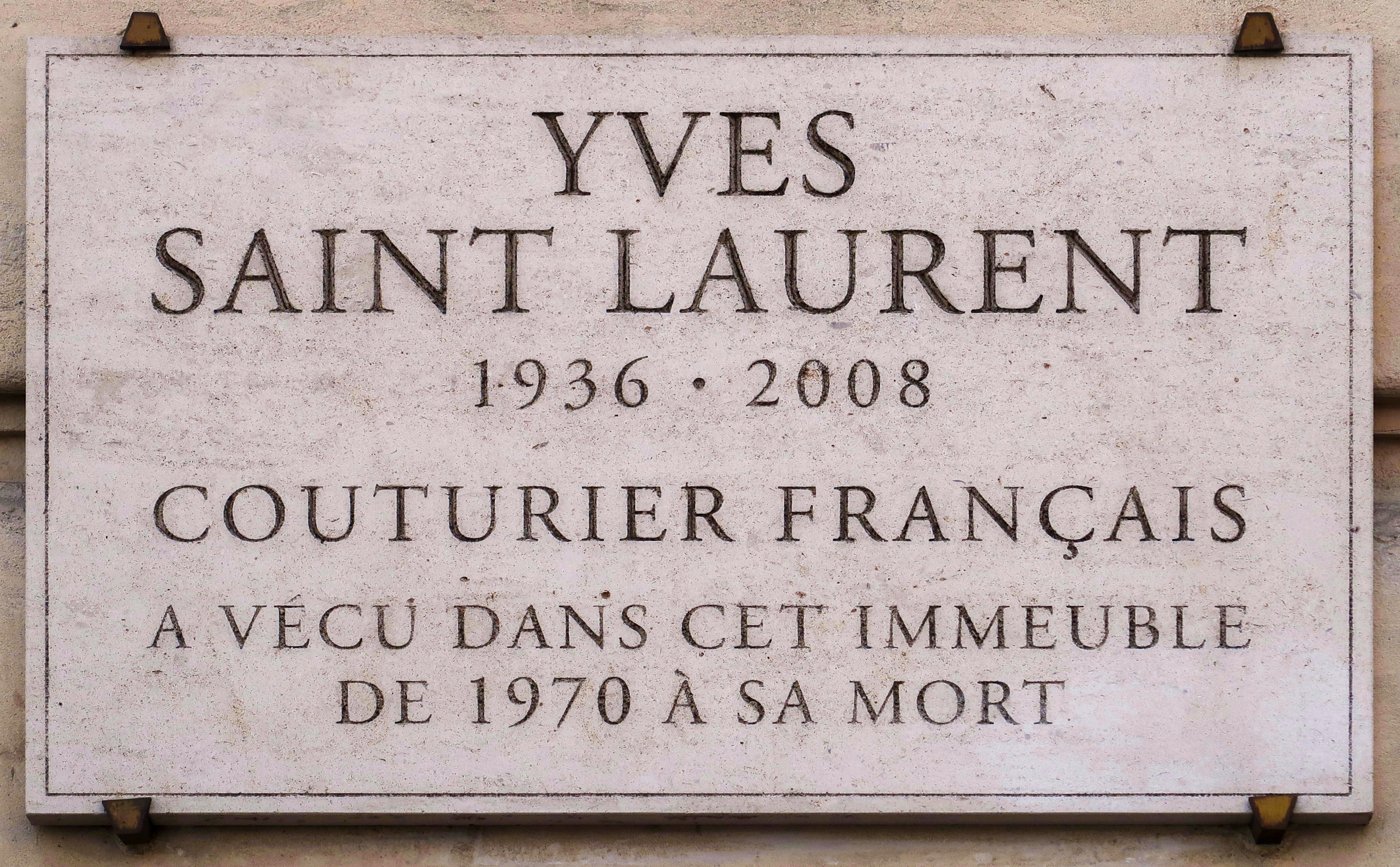
In Nr. 55 wohnte Yves Saint Laurent
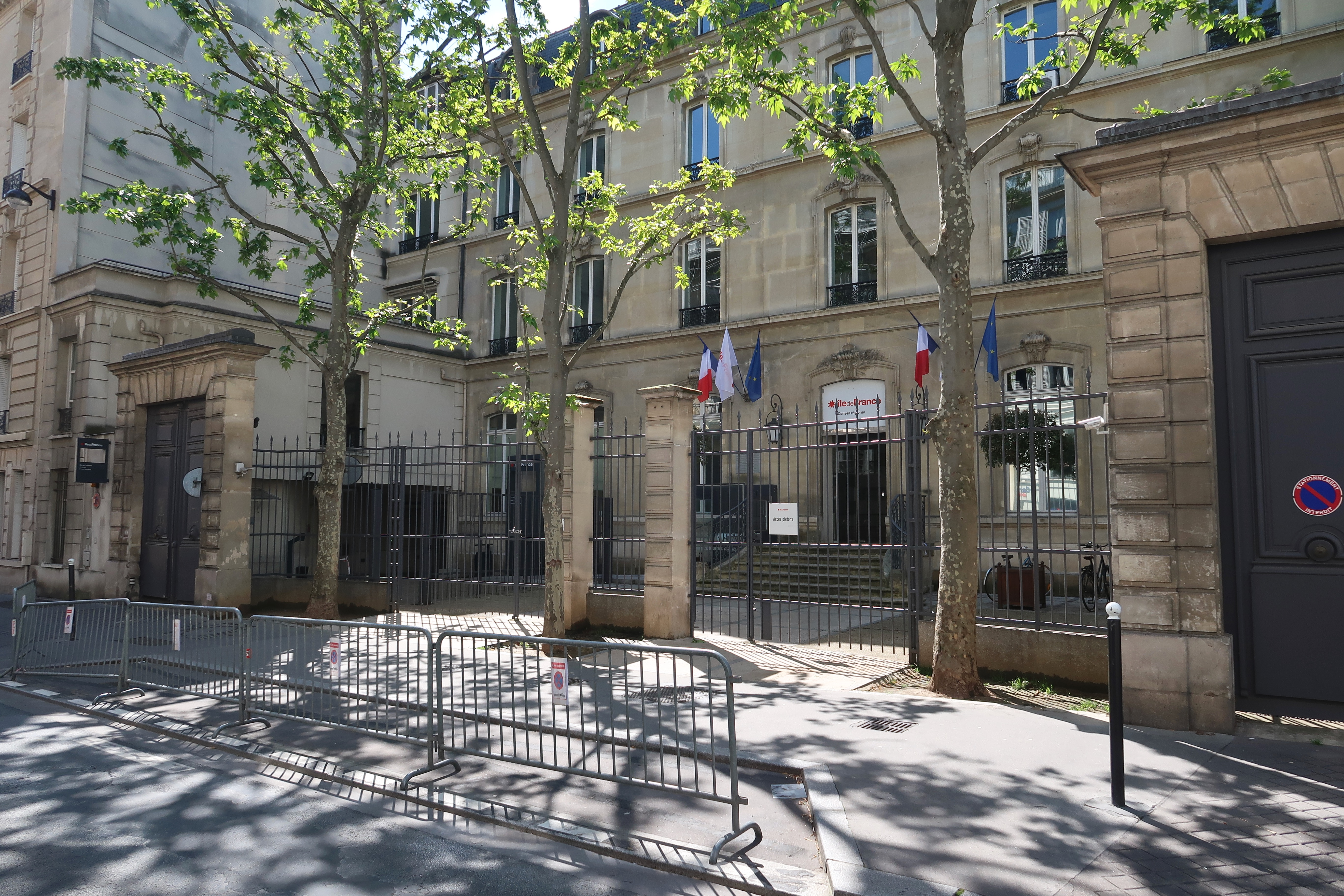
Conseil régional in Nr. 57